# Leopold von Thun und Hohenstein
Leopold von Thun und Hohenstein (ur. 7 kwietnia 1811, zm. 17 grudnia 1888) — czeski polityk, arystokrata z rodu Thun-Hohenstein.

## Życiorys
Urodził się w Děčínie (niem. Tetschen) jako 3. syn Franza hrabiego von Thun und Hohenstein. Po studiach prawniczych i filozoficznych w latach 1827–1831 na Uniwersytecie Praskim podróżował po Europie. Ulegał wpływom romantyzmu oraz prądom ultramontańskim. W 1847 poślubił hrabiankę Karolinę Clam-Martinitz. Małżeństwo pozostało bezdzietne.

## Działalność polityczna
Po powrocie do Czech związał się z Františkiem Palackým, interesując się językiem czeskim oraz jego literaturą. Starał się o rozwój szkolnictwa czeskiego. Angażował się w prace Macierzy Czeskiej. Wkrótce stał się jednym z twórców programu austroslawizmu zakładającego, że narody słowiańskie powinny szukać swych szans politycznych w wielonarodowym imperium Habsburgów. Jego zarys przedstawił w 1842 roku w broszurze „O stanie obecnym literatury czeskiej i jej wadze” (niem. Über den gegenwärtigen Stand der böhmischen Literatur und ihre Bedeutung). Po jej wydaniu za pośrednictwem Františka Zacha korespondował polemicznie z przebywającym w Paryżu Adamem Mickiewiczem. 
Początkowo pełnił stanowiska w administracji prowincji czeskiej. W 1847 pracował z Franzem Stadionem w Galicji, gdy krótko po wybuchu Wiosny Ludów w 1848 r. został mianowany 6 kwietnia Regierungspräsidentem – oraz na krótko pełniącym obowiązki gubernatora – Królestwa Czech w ramach monarchii habsburskiej. Po wybuchu powstania praskiego (12–17 czerwca) chcąc uniknąć rozlewu krwi wyszedł do powstańców negocjować na barykadach i został przez nich uwięziony w Klementinum. Po uwolnieniu poparł stłumienie powstania siłą przez Windisch-Grätza. 17 lipca zastąpiony na stanowisku przez Karla Mecséry'ego. 
W 1849 r. został ministrem edukacji i wyznań, i pozostał nim do 1860 r. w neoabsolutystycznych rządach Schwarzenberga i Bacha. Prowadził reformę systemu szkolnego, budując na wzorach pruskich i niemieckich sieć szkół średnich i wyższych w krajach cesarstwa. Wprowadził autonomię uczelni wyższych. Wprowadził zapożyczoną ideę szkół realnych. Relegował przestarzałe metody nauczania i podręczniki. 
Jako minister wyznań wystarał się u cesarza o zniesienie placetum regium, rozszerzonego na wszystkie posiadłości habsburskie w czasach Józefa II. W 1855 roku doprowadził do zawarcia konkordatu ze Stolicą Apostolską, przywracając Kościołowi wpływ na edukację poprzez kontrolę programową nad 98% szkół.
Po likwidacji ministerstwa edukacji i wyznań 18 kwietnia 1861 cesarz Franciszek Józef I mianował go dożywotnim członkiem Izba Panów, wyższej izby Reichsratu. W wyborach roku 1861 został wybrany do kurii ziemskiej sejmu krajowego Czech, w którym zasiadał do swej rezygnacji w listopadzie 1866 r. Ponownie wybierany w latach 1870–1871, 1883–1888. Występował przeciwko patentowi lutowemu, który ograniczał uprawnienia sejmów krajów koronnych oraz ugodzie z Węgrami z 1867. Był liderem czeskiej partii federalistycznej oraz katolickiego stronnictwa konserwatywnego, chcąc je wesprzeć założył czasopismo Vaterland i prowadził w latach 1866–1888. Wspierał także politykę staroczeskiej Partii Narodowej, niegodzącej się z dualistycznym kształtem monarchii po 1867 roku. 
Doktor honoris causa Uniwersytetu Lwowskiego i Uniwersytetu w Grazu oraz honorowy obywatel Innsbrucku.

## Pisma
- Über den gegenwärtigen Stand der böhmischen Literatur, 1842
- Die Stellung der Slowaken in Ungarn, 1843